# Presveto Lice Isusovo
Presveto Lice Isusovo je naslov za određene slike za koje katolici vjeruju, da su čudesno oblikovani prikazi lica Isusa Krista. 
Torinsko platno naziv je za jednu od najpoznatijih kršćanskih relikvija, a koja predstavlja uzan komad lanenog platna na kojoj se može prepoznati obris muškog tijela, uključujući Presveto Lice Isusovo. Slika dobivena iz Torinskoga platna povezana je s posebnom medaljom i također je jedna od katoličkih pobožnosti Kristu.
Različite acheiropoieta (doslovno "ne-ručno izrađeni", "koje nisu napravile ljudske ruke") svete slike i predmeti koji se odnose na Isusa Krista zabilježeni su tijekom stoljeća, a prakticirale su se i pobožnosti Presvetom Licu Isusovu. Tu pobožnost odobrili su papa Lav XIII. 1895. i papa Pio XII. 1958. godine.
U rimokatoličkoj tradiciji, Presveto Lice Isusovo koristi se zajedno s djelima zadovoljštine Isusu Kristu u određenim vjerskim zajednicama čiji su fokus takve zadovoljštine, npr. Papinska kongregacija sestara benediktinki zadovoljštine Presvetog Lica. U svom obraćanju ovoj Kongregaciji, papa Ivan Pavao II. nazvao je takva djela zadovoljštine "neprestanim nastojanjem, da se stane uz beskrajne križeve na kojima Sin Božji nastavlja biti razapet".
Vjerovanje u postojanje autentičnih slika Presvetoga Lica Isusova povezano je sa starom legendom o Mandilionu. To je naziv je za platno na kome se, prema predaji, u gradu Edesi čudesno pojavio Isusov lik i koji je predstavljao prvu ikonu u povijesti kršćanstva, odnosno model za kasnije prikazivanje Isusa.
Najstarija i najpoznatija od slika Presvetoga Lica Isusova zvala se „vera icon ” (hrv. istinska slika), koja je u običnom jeziku postala poznata kao "veronika". Prema predaji, sv. Veronika susrela je Isusa na Via Dolorosa na putu za Kalvariju. Kad je zastala kako bi svojim velom obrisala krv i znoj s njegova lica, njegova se slika utisnula na tkaninu. Priča je u svom današnjem obliku zabilježena tek u srednjem vijeku. Događaj je obilježen šestom postajom križnog puta: Veronika pruža Isusu rubac.
Godine 1844. sestra Marie od Svetog Petra, redovnica karmelićanka u Toursu, u Francuskoj, izvijestila je o unutarnjem govoru u kojem joj je Isus rekao: "Oni koji će razmatrati rane na Mome Licu ovdje na zemlji, promatrat će ga blistavo na nebu." Kasnije je izvijestila o daljnjim "komunikacijama", kako ih je nazvala, s Isusom i Djevicom Marijom u kojima je bila pozvana, da širi pobožnost prema Presvetom Licu Isusovu, kao naknadu za mnoge uvrede koje je Isus pretrpio u svojoj muci. Pobožnost svetom Licu Isusovu počela se širiti među rimokatolicima u Francuskoj.
Thérèse Martin iz Lisieuxa bila je francuska redovnica koja je 1889. primila karmelski habit, a kasnije je postala poznata pod vjerskim imenom "Sveta Terezija od Djeteta Isusa i Svetoga Lica". S pobožnosti Svetog Lica upoznala ju je njena sestra Pauline, časna sestra Agneza od Isusa. Terezija je napisala mnoge molitve kako bi izrazila pobožnost Svetom Licu.